# Calendario coreano
El calendario coreano es un calendario lunisolar, como los calendarios tradicionales de otros países de Asia oriental se deriva del calendario chino. Las fechas se calculan a partir del meridiano de Corea, y las celebraciones y festivales se basan en la cultura coreana.
El calendario gregoriano fue adoptado oficialmente en 1896, pero las fiestas tradicionales y la edad para las generaciones de más edad todavía se basan en el antiguo calendario. El festival más grande de Corea hoy en día es el Seollal, el primer día del tradicional año nuevo coreano. Otras fiestas importantes son Daeboreum también conocida como Boreumdaal (la primera luna llena), Dano (fiesta de la primavera) y Chuseok (festival de la cosecha de la luna), y Samjinnal (fiesta de la primavera de apertura). Otros festivales menores incluyen Yudu (festival de verano), y Chilseok (festival de los monzones).

## Historia
El calendario coreano se deriva del calendario chino. El calendario tradicional designa sus años a través de nombres de la era coreana 270-963. Entonces el nombre de la era china con los nombres de la era de Corea se utilizaron varias veces hasta 1894. En 1894-1895, el calendario lunar fue utilizado con años contados a partir de la fundación de la dinastía Joseon en 1392.
Se adoptó el calendario gregoriano el 1 de enero de 1896, con nombre de la era de Corea "Geonyang" (건양), la adopción del calendario solar.
Desde 1945 hasta 1961 en Corea del Sur, año del calendario gregoriano se contaron desde la fundación del Gojoseon en 2333 BC (considerado como el primer año), la fecha de la legendaria fundación de Corea por Dangun, por lo tanto, Dangi (단기) años son 4278 a 4294. Esta numeración se utiliza de manera informal con el calendario lunar de Corea antes de 1945, pero solo ocasionalmente se utiliza hoy en día y sobre todo utilizado en Corea del Norte.
En Corea del Norte, el calendario juche se ha utilizado desde 1997 hasta el número de sus años, basado en el nacimiento de Kim Il-sung.

## Días de la semana
Nótese el tradicional calendario coreano no tiene el concepto de "días de la semana": lo siguiente son los días de la semana en el moderno calendario occidental.
| Español   | Hangul | Hanja  | Transliteración | Cuerpo celestial | 5 Elementos (Hanja/ Hanzi: 五行 = Coreano: 오행; Chino: Wuxing) |
| --------- | ------ | ------ | --------------- | ---------------- | --------------------------------------------------------------- |
| Domingo   | 일요일 | 日曜日 | iryoil          | Sol              |                                                                 |
| Lunes     | 월요일 | 月曜日 | woryoil         | Luna             |                                                                 |
| Martes    | 화요일 | 火曜日 | hwayoil         | Marte            | Fuego                                                           |
| Miércoles | 수요일 | 水曜日 | suyoil          | Mercurio         | Agua                                                            |
| Jueves    | 목요일 | 木曜日 | mogyoil         | Júpiter          | Madera                                                          |
| Viernes   | 금요일 | 金曜日 | geumyoil        | Venus            | Metal                                                           |
| Sábado    | 토요일 | 土曜日 | toyoil          | Saturno          | Tierra                                                          |

## Meses
En el idioma coreano moderno, los meses de los calendarios tradicional lunisolar y occidental se nombran prefijando números chino-coreanos a wol, la palabra chino-coreana para "mes". Tradicionalmente, cuando se habla de los meses de nacimiento de los individuos, los meses del calendario lunisolar se nombraban anteponiendo el nombre coreano nativo del animal asociado con cada rama terrestre en el zodíaco chino a dal, la palabra coreana nativa para "mes". Además, el primer, undécimo y duodécimo mes tienen otros nombres coreanos que son similares a los nombres de los meses chinos tradicionales. Sin embargo, los otros nombres de meses chinos tradicionales, como Xìngyuè ("mes del albaricoque") para el segundo mes, no se utilizan en coreano.
| Nombre moderno | Nombre moderno | Nombre moderno           | Nombre tradicional    | Nombre tradicional | Nombre tradicional | Notas                                       | Equivalente chino | Equivalente chino             | Equivalente chino                      | Equivalente chino                                                                       |
| Traducción     | Hangul         | RR                       | Traducción            | Hangul             | RR                 | Notas                                       | Número del mes    | Nombre de la rama terrestre   | Nombre moderno                         | Comienzo en calendario gregoriano (las fechas cambian anualmente debido al ciclo lunar) |
| -------------- | -------------- | ------------------------ | --------------------- | ------------------ | ------------------ | ------------------------------------------- | ----------------- | ----------------------------- | -------------------------------------- | --------------------------------------------------------------------------------------- |
| Mes 1          | 1월 (일월)     | Ir-wol                   | Mes del tigre         | 호랑이달           | Ho-rang-i-dal      |                                             | 1                 | 寅月; yínyuè; 'tiger month'   | 正月; zhēngyuè; 'first month'          | between 21 January – 20 February                                                        |
| Mes 1          | 1월 (일월)     | Ir-wol                   | Primary Month         | 정월 (正月)        | Jeong-wol          | A loanword from Chinese Zhēngyuè            | 1                 | 寅月; yínyuè; 'tiger month'   | 正月; zhēngyuè; 'first month'          | between 21 January – 20 February                                                        |
| Mes 2          | 2월 (이월)     | I-wol                    | Mes del conejo        | 토끼달             | To-kki-dal         |                                             | 2                 | 卯月; mǎoyuè; 'rabbit month'  | 二月; èryuè; 'second month'            | between 20 February – 21 March                                                          |
| Mes 3          | 3월 (삼월)     | Sam-wol                  | Mes del dragón        | 용달               | Yong-dal           |                                             | 3                 | 辰月; chényuè; 'dragon month' | 三月; sānyuè; 'third month'            | between 21 March – 20 April                                                             |
| Mes 4          | 4월 (사월)     | Sa-wol                   | Mes de la serpiente   | 뱀달               | Baem-dal           |                                             | 4                 | 巳月; sìyuè; 'snake month'    | 四月; sìyuè; 'fourth month'            | between 20 April – 21 May                                                               |
| Mes 5          | 5월 (오월)     | O-wol                    | Mes del caballo       | 말달               | Mal-dal            |                                             | 5                 | 午月; wǔyuè; 'horse month'    | 五月; wǔyuè; 'fifth month'             | between 21 May – 21 June                                                                |
| Mes 6          | 6월 (유월)     | Yu-wol                   | Mes de la cabra       | 양달               | Yang-dal           |                                             | 6                 | 未月; wèiyuè; 'goat month'    | 六月; liùyuè; 'sixth month'            | between 21 June – 23 July                                                               |
| Mes 7          | 7월 (칠월)     | Chir-wol                 | Mes del mono          | 원숭이달           | Won-sung-i-dal     |                                             | 7                 | 申月; shēnyuè; 'monkey month' | 七月; qīyuè; 'seventh month'           | between 23 July – 23 August                                                             |
| Mes 8          | 8월 (팔월)     | Par-wol                  | Mes del gallo         | 닭달               | Dak-dal            |                                             | 8                 | 酉月; yǒuyuè; 'rooster month' | 八月; bāyuè; 'eighth month'            | between 23 August – 23 September                                                        |
| Mes 9          | 9월 (구월)     | Gu-wol                   | Mes del perro         | 개달               | Gae-dal            |                                             | 9                 | 戌月; xūyuè; 'dog month'      | 九月; jiǔyuè; 'ninth month'            | between 23 September – 23 October                                                       |
| Mes 10         | 10월 (시월)    | Shi-wol/ Si-wol          | Mes del cerdo         | 돼지달             | Dwae-ji-dal        |                                             | 10                | 亥月; hàiyuè; 'pig month'     | 十月; shíyuè; 'tenth month'            | between 23 October – 22 November                                                        |
| Mes 11         | 11월 (십일월)  | Shi-bir-wol/ Shib-ir-wol | Mes de la rata        | 쥐달               | Jwi-dal            |                                             | 11                | 子月; zǐyuè; 'rat month'      | 十一月; shíyīyuè; 'eleventh month'     | between 22 November – 22 December                                                       |
| Mes 11         | 11월 (십일월)  | Shi-bir-wol/ Shib-ir-wol | Winter Solstice Month | 동짓달             | Dong-jit-dal       | Compare Chinese Dōngyuè, "Winter Month"     | 11                |                               |                                        |                                                                                         |
| Mes 12         | 12월 (십이월)  | Shib-i-wol               | Mes del buey          | 소달               | So-dal             |                                             | 12                | 丑月; chǒuyuè; 'ox month'     | 臘月; 腊月; làyuè; 'end-of-year month' | between 22 December – 21 January                                                        |
| Mes 12         | 12월 (십이월)  | Shib-i-wol               |                       | 섣달               | Seot-dal           | Compare Chinese Làyuè, "preservation month" | 12                |                               | 臘月; 腊月; làyuè; 'end-of-year month' |                                                                                         |

## Festivales

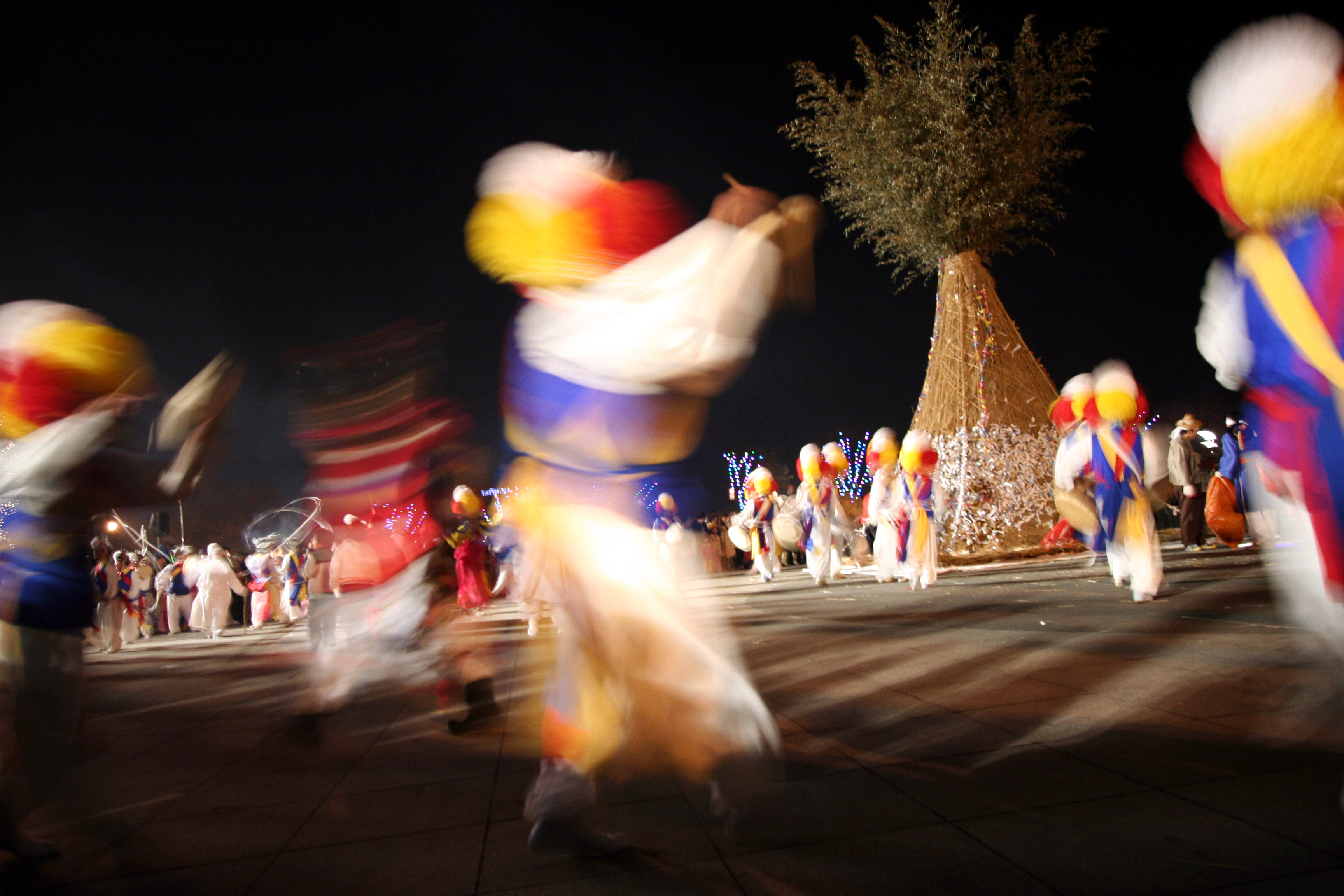
Celebraciones de Daeboreum

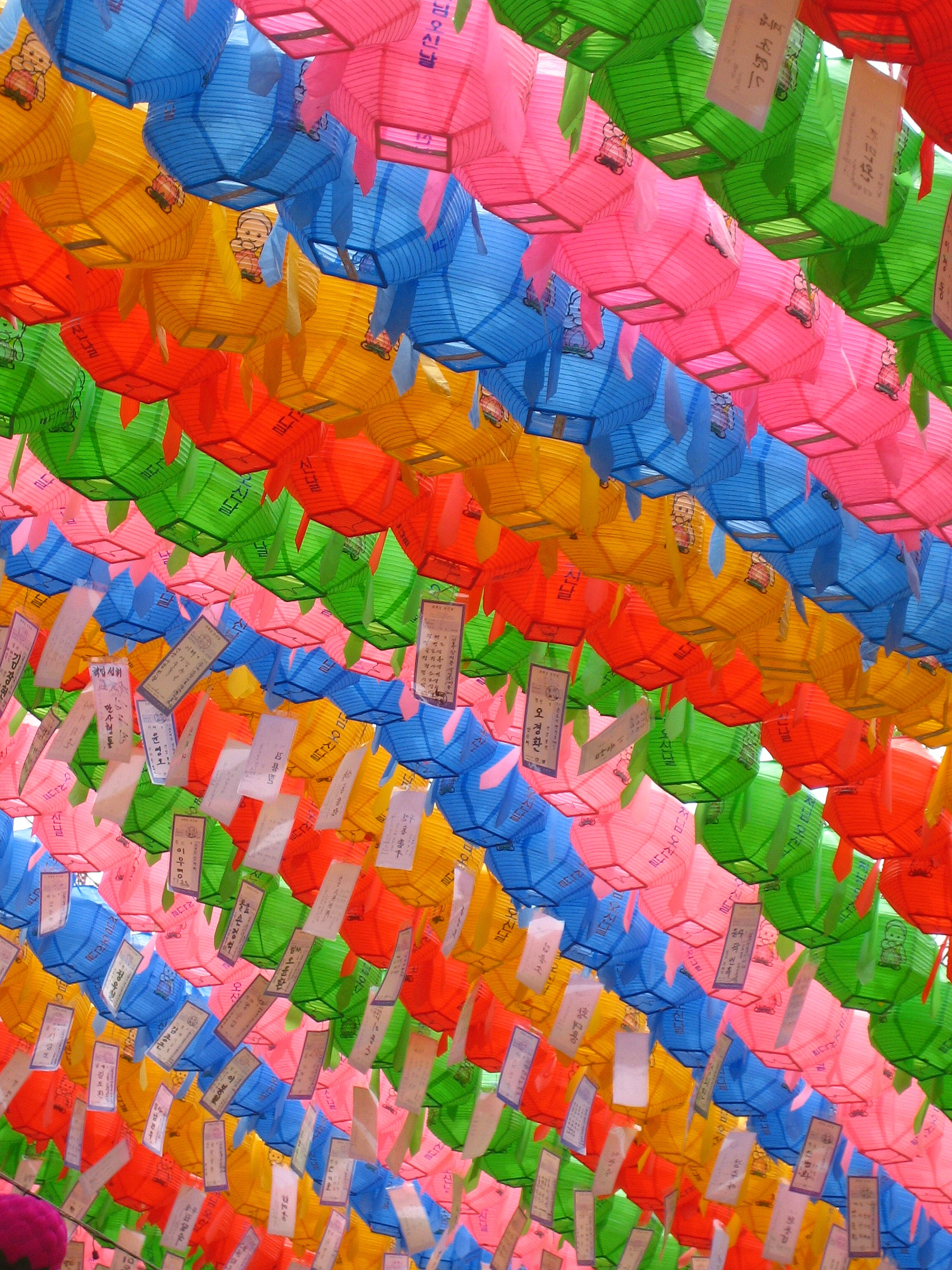
Lotus Festival

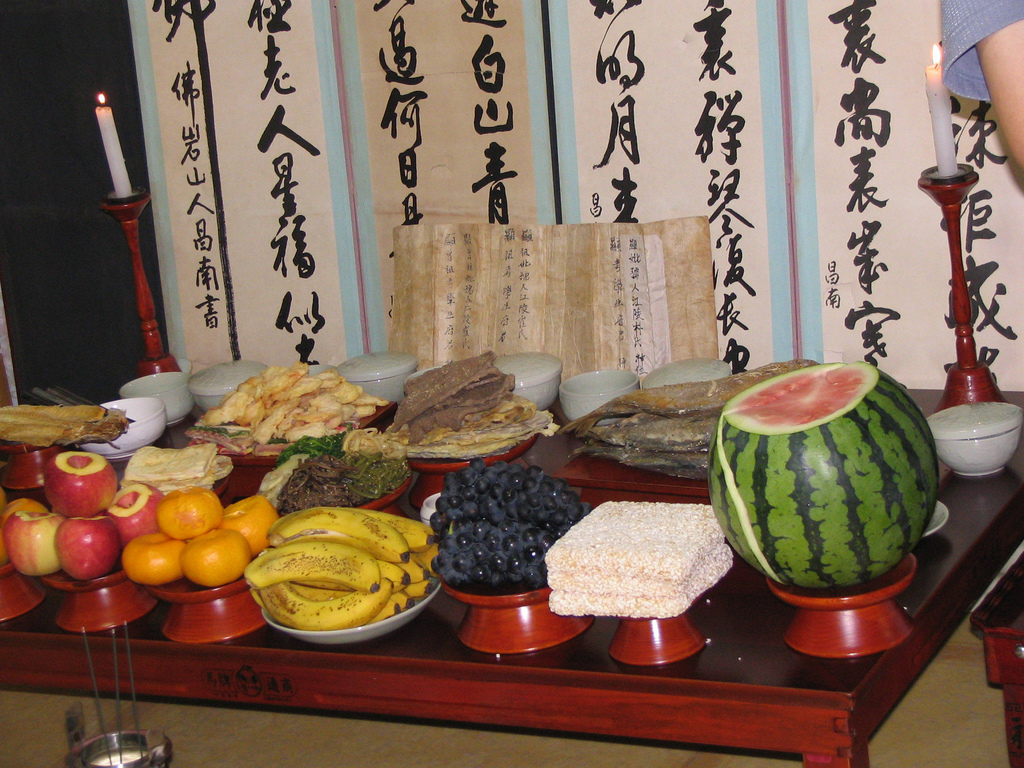
"Jenasang", mesa ceremonial para celebrar el Chuseok

El calendario lunar es usado para la observación de las fiestas tradicionales, como Seollal, Chuseok y el cumpleaños de Buda. También se utiliza para jesa Los servicios conmemorativos para los antepasados y el marcado de los cumpleaños más viejos por los coreanos.

### Festividades tradicionales
| Día Festivo     | Significado                                                      | Tradiciones | Fecha (Lunar)                             | Platos chinos |
| --------------- | ---------------------------------------------------------------- | --- | ----------------------------------------- | --- |
| Seollal         | Año Nuevo                                                        | Se realiza un ritual ante la tumba familiar para recordar a los antepasados. Se intercambian saludos por Año Nuevo entre la familia, parientes y vecinos. Los niños presentan sus respetos a los familiares de mayor edad (sebae). | 1.er día del 1.er mes                     | • Sopa con rebanadas de pastel de arroz (tteokguk) • Pastelillos de miel (yakgwa)                                                 |
| Daeboreum       | Primera Luna Llena                                               | Se quema un talismán para alejar a los malos espíritus (Aengmagi Taeugi). Se enciende el fuego de la alegría (Daljip Taegi). | Día 15 del 1.er mes                       | • Arroz cocido con otros cinco cereales (ogokbap) • Nueces (bureom) • Vino (gwibalgisul)                                          |
| Junghwajeol     | Inicio de la temporada de cultivo                                | Se hace la “Limpieza de primavera“. Se realiza la ceremonia de mayoría de edad. Se celebra un ritual chamánico para favorecer la pesca (Yeongdeunggut).                                                                            | Día 1 del 2° mes                          | • Pasteles de arroz rellenos con arroz y con aroma a pino (songpyeon)                                                             |
| Samjinnal       | El retorno de las golondrinas                                    | Se organizan equipos de lucha con una pierna. Se llevan a cabo sesiones de adivinación. | Día 3 del 3.er mes                        | • Vino de azalea (dugyonju) • Confituras (dungyeon hwajeon)                                                                       |
| Hansik          | Visita a la tumba familiar                                       | Se visita la tumba familiar. | Día 105 después del solsticio de invierno | Sólo comida fría: • Galletas de ajenjo (ssuktteok) • Albóndigas de ajenjo rellenas (ssukdanja) • Sopa de ajenjo (ssuktang)        |
| Chopail         | Cumpleaños de Buda                                               | Yeondeunghoe (Festival de los faroles de loto) | Día 8 del 4° mes                          | • Pastel de arroz (jjintteok) • Pastel de arroz con flores (hwajeon)                                                              |
| Dano            | Fiesta de la primavera                                           | Las mujeres se columpian. Los hombres practican una lucha tradicional. | Día 5 del 5° mes                          | • Pastel de arroz con hierbas (surichwitteok) • Sopa de arenque (junchiguk)                                                       |
| Yudu            | Saludo al agua                                                   | Se realiza el saludo al agua. Las personas se lavan el cabello para que el agua se lleve la mala suerte. | Día 15 del 6° mes                         | • Fideos de cinco colores (yudumyeon) • Albóndigas de arroz rellenas de arroz (sudan)                                             |
| Chilseok        | Adoración a los dioses de las siete estrellas                    | Se lleva a cabo ritos de adoración a los dioses de las siete estrellas (Osa Mayor) y ritos chamánicos para pedir lluvia. | Día 7 del 7° mes                          | • Confituras de trigo (milijeonbyeong) • Pasteles de arroz con frijoles rojos (sirutteok)                                         |
| Baekjung        | Adoración de Buda                                                | Se venera a Buda. | Día 15 del 7° mes                         | • Pastel de arroz combinado (seoktanbyeong)                                                                                       |
| Chuseok         | Fiesta del otoño, adoración semejante al día de Todos los santos | Se visita la tumba familiar. Se ofrendan los primeros granos de arroz (Olbyeosinmi). | Día 15 del 8° mes                         | • Pasteles de arroz con arroz y aroma a pino rellenos de castañas,arroz, sésamo o frejoles (songpyeon) • Sopa de taro (torantang) |
| Jungyangjeol    | Fiesta de otoño                                                  | Se celebra el otoño con actividades como poesía, dibujo y pintura. Se disfruta de la naturaleza. | Día 9 del 9° mes                          | • Confitura con pétalos de crisantemo (gamgukjeon) • Huevera de pescado (eoran) • Té de miel y limón (yujacheong)                 |
| Seotdal Geumeum | Noche anterior al año nuevo                                      | Los coreanos se quedan despiertos toda la noche con las puertas y ventanas abiertas para recibir a los espíritus de los ancestros.                                                                                                 | Día 31 del 12° mes                        | • Arroz combinado con vegetales (bibimbap) • Pasteles de arroz con frejoles (injeolmi) • Confituras tradicionales (hangwa)        |

Aparte de las festividades mencionadas aquí, existen una serie de otras fiestas regionales que también se celebran según el calendario lunar.